# Santi patroni cattolici dei comuni della Liguria
Lista di santi patroni cattolici dei comuni della Liguria:

## Provincia di Genova
- Genova: san Giovanni Battista
- Arenzano: santi Nazario e Celso (28 luglio)
- Avegno: santi Pietro e Paolo (29 giugno)
- Bargagli: Assunzione della Vergine Maria (15 agosto)
- Bogliasco: Madonna del Carmine (16 luglio)
- Borzonasca: san Bartolomeo (24 agosto)
- Busalla: Santissimo Nome di Maria (12 settembre)
- Camogli: Nostra Signora del Boschetto (2 luglio)
- Campo Ligure: santa Maria Maddalena (22 luglio)
- Campomorone:
- Carasco
- Casarza Ligure: Santa Monica
- Casella
- Castiglione Chiavarese
- Ceranesi
- Chiavari: Nostra Signora dell'Orto (2 luglio)
- Cicagna
- Cogoleto
- Cogorno: San Salvatore
- Coreglia Ligure
- Crocefieschi: Immacolata Concezione (8 dicembre)
- Davagna
- Fascia
- Favale di Malvaro
- Fontanigorda: sant'Antonio abate (17 gennaio)
- Gorreto
- Isola del Cantone
- Lavagna: Santo Stefano
- Leivi: san Giovanni Battista (24 giugno)
- Lorsica
- Lumarzo
- Masone
- Mele
- Mezzanego
- Mignanego
- Moconesi
- Moneglia: Santa Croce
- Montebruno: Natività di Maria (8 settembre)
- Montoggio: San Giovanni decollato (penultima domenica di agosto)
- Ne: san Lorenzo (10 agosto)
- Neirone: san Maurizio martire (22 settembre)
- Orero: sant'Ambrogio (7 dicembre)
- Pieve Ligure: san Michele arcangelo (29 settembre)
- Portofino: san Giorgio
- Propata: san Lorenzo (10 agosto)
- Rapallo: Nostra Signora di Montallegro (2 luglio)
- Recco
- Rezzoaglio: san Terenziano (1º settembre)
- Ronco Scrivia
- Rondanina: san Bartolomeo (24 agosto)
- Rossiglione
- Rovegno: San Giovanni Battista (24 giugno)
- San Colombano Certenoli: san Colombano 23 novembre; Madonna Immacolata (8 dicembre)
- Sant'Olcese
- Santa Margherita Ligure
- Santo Stefano d'Aveto
- Savignone
- Serra Riccò
- Sestri Levante
- Sori
- Tiglieto
- Torriglia: Nostra Signora della Divina Provvidenza (ultima domenica di agosto)
- Tribogna
- Uscio: Madonna dei Dolori (terza domenica di settembre)
- Valbrevenna: san Michele arcangelo (29 settembre)
- Vobbia: Assunzione della Vergine Maria (15 agosto)
- Zoagli: Madonna del Rosario (7 ottobre)

## Provincia di Imperia
- Imperia: san Leonardo da Porto Maurizio
- Airole
- Apricale
- Aquila d'Arroscia
- Armo
- Aurigo
- Badalucco
- Bajardo
- Bordighera Sant'Ampelio (14 maggio)
- Borghetto d'Arroscia
- Borgomaro
- Camporosso
- Caravonica
- Castellaro
- Castel Vittorio
- Ceriana
- Cervo San Giovanni Battista  (24 giugno)
- Cesio
- Chiusanico
- Chiusavecchia
- Cipressa
- Civezza
- Cosio di Arroscia
- Costarainera
- Diano Arentino
- Diano Castello San Nicolò  (6 dicembre)
- Diano Marina Madonna del Carmine  (16 luglio)
- Diano San Pietro
- Dolceacqua
- Dolcedo
- Isolabona
- Lucinasco
- Mendatica
- Molini di Triora
- Montalto Carpasio
- Montegrosso Pian Latte
- Olivetta San Michele
- Ospedaletti San Giovanni Battista  (24 giugno)
- Perinaldo
- Pietrabruna
- Pieve di Teco
- Pigna: san Michele arcangelo.
- Pompeiana
- Pontedassio
- Pornassio
- Prelà
- Ranzo
- Rezzo
- Riva Ligure
- Rocchetta Nervina
- San Bartolomeo al Mare
- San Biagio della Cima
- San Lorenzo al Mare
- Sanremo San Romolo  (13 ottobre)
- Santo Stefano al Mare Santo Stefano (prima domenica agosto)
- Seborga
- Soldano
- Taggia
- Terzorio
- Triora
- Vallebona
- Vallecrosia: San Rocco[1]
- Vasia
- Ventimiglia: san Secondo (26 agosto)
- Vessalico
- Villa Faraldi

## Provincia della Spezia
- La Spezia: san Giuseppe (19 marzo)
- Ameglia: san Pasquale Baylon (17 maggio)
- Arcola: san Nicola di Bari (6 dicembre)
- Beverino: Santa Croce (14 settembre)
- Bolano: San Pietro (3 aprile)
- Bonassola: santa Caterina d'Alessandria (prima domenica di ottobre)
- Borghetto di Vara: san Carlo Borromeo (4 novembre)
- Brugnato: san Pasquale Baylon (17 maggio)
- Calice al Cornoviglio: Nostra Signora di Loreto (10 dicembre)
- Carro: san Lorenzo (10 agosto)
- Carrodano: santa Felicita (prima domenica di agosto)
- Castelnuovo Magra: san Fedele (7 aprile)
- Deiva Marina: sant'Antonio abate (17 gennaio)
  - fraz. Mezzema: san Michele arcangelo 29 settembre
- Follo: san Martino (11 novembre)
- Framura: san Martino (11 novembre)
- Lerici: Madonna di Maralunga (25 marzo)
- Levanto: sant'Andrea (30 novembre)
- Maissana: san Bartolomeo 24 agosto
- Monterosso al Mare: san Giovanni Battista (24 giugno)
- Ortonovo: Madonna del Mirteto (8 settembre)
- Pignone: santa Maria Assunta (15 agosto)
- Portovenere: Madonna Bianca (17 agosto)
- Riccò del Golfo di Spezia: Santa Croce (3 maggio)
- Riomaggiore: san Giovanni Battista (24 giugno)
  - fraz. Manarola: san Lorenzo (10 agosto)
- Rocchetta di Vara: santa Giustina di Antiochia (ultima domenica di settembre)
- Santo Stefano di Magra: santo Stefano (3 agosto)
- Sarzana: sant'Andrea (30 novembre)
- Sesta Godano: San Pietro (29 giugno); Madonna Assunta (15 agosto)
- Varese Ligure: Madonna della Visitazione (prima domenica di luglio)
- Vernazza: santa Margherita d'Antiochia (20 luglio)
- Vezzano Ligure: Madonna del Molinello (3 giugno)
- Zignago: Nostra Signora del Dragnone (8 settembre)

## Provincia di Savona
- Savona: Nostra Signora della Misericordia

- Alassio: San Ambrogio  (07 dicembre)
- Albenga: San Michele  (29 settembre)
- Albisola Superiore: San Nicolò  (06 dicembre)
- Albissola Marina: Natività Santa Vergine Maria (08 settembre)
- Altare: San Rocco (16 agosto)
- Andora: Santi Giacomo e Filippo  (03 maggio)
- Arnasco: Santa Maria Assunta  (15 agosto)
- Balestrino: San Andrea  (30 novembre)
- Bardineto: San Rocco (16 agosto)
- Bergeggi: San Martino di Tours  (11 novembre)
- Boissano: Santa Maria Maddalena  (22 luglio)
- Borghetto Santo Spirito: San Matteo  (21 settembre)
- Borgio Verezzi: Santi Pietro e Paolo  (29 giugno)
- Bormida: San Giorgio (23 aprile)
- Cairo Montenotte: San Lorenzo (10 agosto)
- Calice Ligure: San Nicolò  (03 maggio)
- Calizzano: Madonna delle Grazie (02 luglio)
- Carcare: San Giovanni Battista (24 giugno)
- Casanova Lerrone: Sant'Antonino (02 settembre)
- Castelbianco: Santa Maria Assunta  (15 agosto)
- Castelvecchio di Rocca Barbena: Santa Maria Assunta  (15 agosto)
- Celle Ligure: San Michele  (29 settembre)
- Cengio: Santa Caterina da Siena (29 aprile)
- Ceriale: San Rocco (16 agosto)
- Cisano sul Neva: Santa Maria Maddalena  (22 luglio)
- Cosseria: San Bartolomeo  (24 agosto)
- Dego: San Ambrogio  (07 dicembre)
- Erli: Santa Caterina  (25 novembre)
- Finale Ligure: San Giovanni Battista (24 giugno)
- Garlenda: Natività Santa Vergine Maria (08 settembre)
- Giustenice: San Giacomo maggiore  (25 luglio)
- Giusvalla: San Matteo  (21 settembre)
- Laigueglia: San Matteo  (21 settembre)
- Loano: San Giovanni Battista (24 giugno)
- Magliolo: San Maurizio (22 settembre)
- Mallare:
- Massimino:
- Millesimo:
- Mioglia
- Murialdo:
- Nasino:
- Noli: San Eugenio  (seconda domenica di luglio)
- Onzo:
- Orco Feglino:
- Ortovero:
- Osiglia:
- Pallare:
- Piana Crixia:
- Pietra Ligure: San Nicolò  (06 dicembre - festeggiamenti 8 luglio)
- Plodio:
- Pontinvrea:
- Quiliano:
- Rialto:
- Roccavignale:
- Sassello:
- Spotorno:
- Stella:
- Stellanello:
- Testico:
- Toirano:
- Tovo San Giacomo:
- Urbe:
- Vado Ligure:
- Varazze: Santa Caterina da Siena
- Vendone:
- Vezzi Portio:
- Villanova d'Albenga:
- Zuccarello: